# Arondismentul Sainte-Menehould
Arondismentul Sainte-Menehould (în franceză Arrondissement de Sainte-Menehould) este un arondisment din departamentul Marne, regiunea Champagne-Ardenne, Franța.

## Subdiviziuni

### Cantoane
- Cantonul Givry-en-Argonne
- Cantonul Sainte-Menehould
- Cantonul Ville-sur-Tourbe

### Comune
| 1. Argers (51015)                           | 2. Auve (51027)                     | 3. Belval-en-Argonne (51047)    | 4. Berzieux (51053)                |
| 5. Binarville (51062)                       | 6. Braux-Saint-Remy (51083)         | 7. Braux-Sainte-Cohière (51082) | 8. Cernay-en-Dormois (51104)       |
| 9. La Chapelle-Felcourt (51126)             | 10. Les Charmontois (51132)         | 11. Chaudefontaine (51139)      | 12. Le Chemin (51143)              |
| 13. Le Châtelier (51133)                    | 14. Châtrices (51138)               | 15. Contault (51166)            | 16. Courtémont (51191)             |
| 17. La Croix-en-Champagne (51197)           | 18. Dampierre-le-Château (51206)    | 19. Dommartin-Dampierre (51211) | 20. Dommartin-Varimont (51214)     |
| 21. Dommartin-sous-Hans (51213)             | 22. Florent-en-Argonne (51253)      | 23. Fontaine-en-Dormois (51255) | 24. Givry-en-Argonne (51272)       |
| 25. Gizaucourt (51274)                      | 26. Gratreuil (51280)               | 27. Hans (51283)                | 28. Herpont (51292)                |
| 29. Laval-sur-Tourbe (51317)                | 30. Maffrécourt (51336)             | 31. Malmy (51341)               | 32. Massiges (51355)               |
| 33. Minaucourt-le-Mesnil-lès-Hurlus (51368) | 34. Moiremont (51370)               | 35. La Neuville-au-Pont (51399) | 36. La Neuville-aux-Bois (51397)   |
| 37. Noirlieu (51404)                        | 38. Passavant-en-Argonne (51424)    | 39. Rapsécourt (51452)          | 40. Remicourt (51456)              |
| 41. Rouvroy-Ripont (51470)                  | 42. Saint-Jean-sur-Tourbe (51491)   | 43. Saint-Mard-sur-Auve (51498) | 44. Saint-Mard-sur-le-Mont (51500) |
| 45. Saint-Remy-sur-Bussy (51515)            | 46. Saint-Thomas-en-Argonne (51519) | 47. Sainte-Menehould (51507)    | 48. Servon-Melzicourt (51533)      |
| 49. Sivry-Ante (51537)                      | 50. Somme-Bionne (51543)            | 51. Somme-Tourbe (51547)        | 52. Somme-Yèvre (51549)            |
| 53. Sommepy-Tahure (51544)                  | 54. Tilloy-et-Bellay (51572)        | 55. Valmy (51588)               | 56. Verrières (51610)              |
| 57. Le Vieil-Dampierre (51619)              | 58. Vienne-la-Ville (51620)         | 59. Vienne-le-Château (51621)   | 60. Ville-sur-Tourbe (51640)       |
| 61. Villers-en-Argonne (51632)              | 62. Virginy (51646)                 | 63. Voilemont (51650)           | 64. Wargemoulin-Hurlus (51659)     |
| 65. Éclaires (51222)                        | 66. Élise-Daucourt (51228)          | 67. Épense (51229)              |                                    |